# 森口博子のメガキッズTV
『森口博子のメガキッズTV』（もりぐちひろこのメガキッズテレビ）は、1990年4月8日から同年9月30日までテレビ東京で放送されたバラエティ番組である。放送時間は毎週日曜日 8:30 - 9:00。セガの一社提供。

## 概要
デビューから数年経過しアイドルから着実にステップアップし、今後マルチタレントとしてのキャリアを重ねていこうと森口博子がメイン出演者として企画制作された冠番組。番組タイトルである「メガキッズ」はメガドライブで遊ぶキッズ層を主に中高生をターゲットとしている。
毎回、森口と番組で一緒に楽しみたいメガキッズ達と週替わりゲストが主に東京都内でのロケを中心に色々遊びながら情報を紹介する番組である。番組自体は一応毎回構成されているものの森口とゲストが自由気ままにロケ先で企画を楽しむ番組作りがされていた。時に森口のコンサートに密着したドキュメントを放送した回もあった。
日曜朝の番組であったが映像の編集がかなり凝って作られていたため、予算をかけた深夜番組の様な雰囲気の番組となっていた。これは番組制作スタッフが、当番組と同時期にテレビ朝日系列で放送していた『遊行見聞録』や後にフジテレビの『北野ファンクラブ』を担当したつきざわけんじ率いる制作会社MEN’Sの演出チームの影響がある。エンディングのスタッフロール時は決まりを作らず、毎回趣向を凝らした映像&スーパー加工がされていた。最終回のエンディングは、オフコース時代の小田和正の「生まれ来る子供たちのために」を2分半かけて流した（スタッフロールは北野ファンクラブと同じ曽蘭隷書体を使用）。
また本番組はセガの一社提供のため、当時メガドライブの新作となるゲームソフトを毎回必ず紹介していた。

## 出演者・ゲスト

### 出演者
- 森口博子

以下4名は準レギュラー、毎週ではないが出演頻度は多め。
- 藤沢かずよし
- 小森谷徹
- 松村邦洋
- 荒井美恵子　ほか

### ゲスト
- 美川憲一
- 山本晋也
- コロッケ
- 西村知美
- 松居直美
- 松本典子
- 西田ひかる
- 島崎和歌子
- 芳本美代子
- 松本明子
- 渡辺めぐみ
- 本田理沙
- 島田奈美
- 姫乃樹リカ
- しおこんぶ
- ラッキー池田
- 相原勇
- 国実百合
- 鳥飼真己子
- 小竜 (シャオロン)　ほか

## 番組制作スタッフ
- 構成：尾関恩、伊藤忠司
- 技術協力：タワーTV、CAビジョン
- 技術：吉村和重、伊藤輝雄、的場達郎、堀内正彦、検校義孝、中沢喜博 (以上タワーテレビ) ／ 野島淳一、三好良三、半田友昭 ／ 石原定務
- 美術：小越敏彦・吉田真知子 (ACT)
- オンライン編集：井戸清 (ヴィジュアルベイ 後期はタイトル編集・最終回はエンディング編集) → 金子 聡・吉原明広 (チサンユニテック 後のユニテックリファインド メディアラボ青山・後期)
- MA：豊田浩 (六本木ビデオセンター RVC・中期まで) → 石井勇人・今村彰寛 (チサンユニテック 後のユニテックリファインド メディアラボ青山・後期)
- 音響：田村哲大 (音響企画)
- タイトル (題字デザイン)：藤野勝也 (四丁目ファクトリー)
- メイク：石塚裕子、玉村ルミ
- スタイリスト：川崎公統、甲斐ひろみ
- プロダクションマネージメント：前村悟、植松伸一、渡辺和晃、若林きよみ、遠藤ひさ恵、萩野佳雄、下 隆浩
- コーディネーター (プロダクションコーディネート)：みやざきしげお (最終回は宮崎重夫 表記)
- 演出：森本正直、吉野宏樹、吉田一正 (初回のみ)、今泉暢子、白井佐智子 (全員MEN’S)
- プロデューサー：棟太圭朗、つきざわけんじ (MEN’S 最終回は月澤憲司 表記)
- 制作協力：MEN’S、第一プロダクション、MIYAエンタープライズ
- 製作協力：PROTX
- 製作著作：テレビ東京